# 1713 в Україні

## Особи

### Народились
- 14 березня Дублянський Олександр Павлович (1713 — після 1784) — Генеральний суддя за правління гетьмана Кирила Розумовського в 1762—1764 рр., Генеральний суддя Генерального суду (1770—1781 рр.), бунчуковий товариш, дійсний статський радник.
- Йоаким Борисевич (1713—1774) — чернець-василіянин, церковний маляр.
- Григорович-Барський Іван Григорович (1713—1791) — український архітектор, представник пізнього козацького бароко (рококо).
- Гудович Василь Андрійович (1713—1764) — генеральний підскарбій Гетьманщини з 24 лютого 1760 до 1764 рр. в уряді гетьмана Кирила Розумовського, бунчуковий товариш, таємний радник.
- Селім III Ґерай (1713—1786) — кримський хан у 1764—1767 і 1771 р.р.

### Померли
- 22 вересня Юрій (Винницький) (1660—1729) — єпископ Руської Унійної Церкви; з 7 травня 1710 року Митрополит Київський — предстоятель Руської Унійної Церкви.

## Засновані, зведені
- Наводницький міст
- Церква Покрови Пресвятої Діви Марії (Сосулівка)
- Августівка (Козівський район)
- Бірки (Чернігівський район)
- Богородичне
- Боянівка (Рівненський район)
- Грузянка
- Забережжя
- Комини
- Липняги
- Липовеньке
- Новий Тік
- Скугарі
- Слобода (Галицький район)